# (6750) Katgert
(6750) Katgert (1078 T-1) – planetoida z pasa głównego asteroid okrążająca Słońce w ciągu 5,22 lat w średniej odległości 3,01 j.a. Odkryta 24 marca 1971 roku.